# 자지
자지는 남성의 성기, 특히 음경을 표현하는 한국어의 비속어이다. 다른 비속어로는 고추, 좆이라고도 부르며, ‘고추’와 ‘고추자지’는 음경을 표현하는 유아어와 속어로 사용되지만 ‘자지’와 ‘좆’은 현대에는 비속어로 주로 사용된다.

### 내용주
1. ↑  특히, 자지는 성인 소설 등지에서 자주 이용한다.

## 어원

### 고유어설
서정범은 ‘좆’의 어원을 고유어로 보았다. ‘씨'를 뜻하는 조어(祖語) 형태 ‘돋’(tot)이 ‘좆’의 근원이며, ‘좆’은 ‘돋’이 구개음화를 겪은 것이다. 만주어에서 ‘음경’을 뜻하는 ‘coco’의 어근 ‘coc’의 조어형 역시 ‘tot’이며, 만주어에서 ‘씨’를 뜻하는 ‘tarimbi’의 어근 ‘tar’의 조어형 ‘tat’, 일본어에서 ‘남근’을 뜻하는 ‘tsinpo’의 어근 ‘tsin’의 조어형 ‘tit’, 류구어에서 ‘남근’을 뜻하는 ‘tani’의 어근 ‘tan’의 조어형 ‘tat’과도 어원을 공유한다.
한편, 윤구병은 솟아오른 자리를 뜻하는 ‘곳’, ‘곶’에서 ‘ㄱ’이 ‘ㅈ’으로 교체되어 ‘좆’이 되었고, ‘어린 것’을 뜻하는 ‘-아지’가 붙어 ‘자지’가 되었다고 본다.

### 산스크리트어설
최남선은 ‘대자재천’(大自在天, Maheśvara, 시바)에서 존칭을 표시하기 위하여 덧붙은 ‘대’와 ‘천’을 뺀 ‘자재’(自在)가 ‘자지’의 어원이라고 추측하였다. 가장 지지받는 설이다. 시바교에서는 남근을 자재천(自在天)이라고 숭배하는데, 시바가 주요 신으로 수용된 대승 불교 승려들이 ‘자재’를 남근을 지칭하는 은어로 삼았고, 이것이 불교와 무관한 언중에게도 점차 널리 퍼졌다는 것이 그의 추론이다. 또한 그는 속리산 법주사에서 ‘송이놀이’라는 이름으로 남근 숭배 의식이 행해짐을 ‘자재’가 한자 부회가 아니라는 근거로 들었다. ‘송이’는 남근을 가리키는 승려들의 은어였다.

### 민간어원
‘자지’와 ‘좆’은 조선 시대 이항복과 이황의 남녀 생식기관 명칭에 관한 질문과 답변 내용에서 비롯되었다는 설이 있다. 이 설에 의하면 남성의 생식기는 앉을 때 감추어진다고 하여 ‘좌장지’(坐藏之)라 한 것인데, 말하기 쉽도록 하기 위하여 ‘藏’(장) 자를 빼고 ‘자지’라고 하였다고 한다. 또 남성의 생식기는 양기(陽氣)를 지녀 ‘燥’(조) 자의 발음을 따라 좆이라 한 것인데, 이것이 발음하기 편하게 변하여 ‘좆’이 되었다고 한다.
남명 조식과 이황을 주인공으로 한 비슷한 이야기가 19세기 중반에서 20세기 초 사이에 필사된 패설집인 《기이재상담》(紀伊齋常談)과 1943년 11월에 필사된 패설집인 《각수록》(覺睡錄)에 각각 몇 글자 다르게 실려 있다. 이러한 이야기는 근엄한 성리학자들이 성에 관하여 어떤 태도를 드러낼지가 호기심을 유발하기 때문에 전승될 수 있었으며, 유연한 사고를 지닌 인물의 덕이 높게 설정됨으로써 그의 학문을 주류 사상으로 격상하는 기능을 한다. 그러나 실제로 주류 사상 쪽의 학문이 높음을 이야기하려는 것은 아니며, 양쪽을 모두 조롱하게 된다. 특히 〈보지자지〉(寶之刺之)에는 조식의 실천적인 학문관과 상대적으로 유연한 이황의 백기법 반영되었다.
 朝鮮明宗朝嶺南, 退溪李先生, 道尊德備, 望重一國. 其時南溟曺先生, 亦與退溪先生齊名. 士人某欲試兩先生之德, 幣衣草屩幞頭, 而訪南冥先生, 揖而不拜, 箕脚而坐曰, “願先生敎我, 請問保之邦言 陰門曰 保之者, 何也?” 南冥蹙顔不對人, 問曰, “刺之邦言 陽物曰 刺之者, 何也?” 南冥發怒, 使弟子歐逐曰, “此狂人也. 不可近之.” 士人出門, 更訪退溪先生, 不拜箕脚而坐, 問曰, “保之者, 何也?” 先生曰, “步藏之者, 而寶而不市者也.” 又問曰, “刺之者, 何也?” 先生曰, “坐藏之者, 而刺而不兵者也.” 士人於是, 知退溪先生之德優於南冥.
 — 〈寶之刺之〉, 《紀伊齋常談》
조선 명종 때 영남에는 이퇴계 선생이 살았는데, 도가 높고 덕을 갖추었으며, 명망이 나라에서 가장 높았다. 그때 조남명 선생은 퇴계 선생과 이름을 나란히 하였다. 어느 선비가 두 선생의 덕을 시험하고자 하여, 낡은 옷과 짚신, 복두(幞頭) 차림으로 남명 선생을 찾아, 읍하되 절은 하지 않고, 다리를 뻗으며 앉아 말하기를, “원컨대 선생께서 저를 가르쳐 주십시오. 대체 ‘보지’우리말로 음문을 ‘보지’라고 이른다.란 무엇입니까?” 하였다. 남명이 얼굴을 찌푸리며 그를 대하지 않자, 묻기를, “‘자지’우리말로 양물을 ‘자지’라고 이른다.란 무엇입니까?” 하였다. 남명이 노하여 제자들로 하여금 쫓으며 말하기를, “저놈 미친놈이다. 가까이 하지 말라.” 하였다. 선비가 문을 나서, 이번에는 퇴계 선생을 찾아, 절하지 않고 다리를 뻗으며 앉아 묻기를, “‘보지’란 무엇입니까?” 하였다. 선생이 말하기를, “걸어 다닐 때는 숨어 있는 것이고, 보배 같지만 장사하지 않는 것이다.” 하였다. 또 묻기를, “‘자지’란 무엇입니까?” 하자 선생이 말하기를, “앉아 있을 때는 숨어 있는 것이고, 찌르지만 죽이지 않는 것이다.” 하였다. 선비는 그리하여, 퇴계 선생의 덕이 남명 선생보다 뛰어남을 알았다.

최남선은 이에 대해 “우리 재래의 민간어원론 상에 남녀근(男女根)의 어원을 濕, 燥이니 坐藏之, 步藏之의 약(畧)이니 하는 등은 본디부터 일자음(一字音) 유희로 볼 것이다.”라고 일축하였다. 특히 이항복과 이황이 등장하는 이야기는 민담에 가까우며, 어형이 유사한 한자어를 의도적으로 만들어 낸 후, 그 한자어에 권위를 부여하기 위해 실존인물을 등장시켜 적당히 이야기를 꾸며낸 전형적인 한자 부회에 불과하다는 평가가 다수이다.

## 다른 표현
‘고추’는 주로 남자 어린아이의 것을 가리키며, 식물의 열매 고추와 외형이 유사하다는 점에서 유추된 것이다.
‘잠지’는 표준국어대사전에 ‘남자아이의 성기를 완곡하게 이르는 말’로 등재되어 있다. 그러나 동남 방언에서는 ‘잠지’로 여성의 음부를 지칭하며, 현대 한국어 언중 사이에서 ‘잠지’는 여성의 생식기를 가리키는 말로 인식된다.

## 용법
신체 외부의 전면으로 나와 있는 모습으로 붙어 있는 남성의 생식기는 남아가 일상생활에 있어 배뇨 시에 빈번하게 보는 것이며, 배뇨행위를 학습하기 위해서도 필요 불가결한 단어이기 때문에 ‘고추’라는 단어는 손이나 발 등과 같은 자신의 신체 부위 단어를 습득하는 시기에 습득한다. ‘고추’는 음경과 페니스라는 전문용어의 대용으로 사용되기도 하며, ‘자지’와 ‘좆’은 속어 또는 비어로 사용된다. 특히 ‘좆’이라는 단어에서 비롯된 비속어나 욕설이 존재하기 때문에 ‘좆’과 합성된 형태의 비속어나 욕설도 존재한다.

## 같이 보기
- 남성의 생식 기관
- 보지: 여성의 생식 기관에 대한 속어
- 발기된 남성의 생식기관

## 참고 문헌
- 김준형(2005), 〈『覺睡錄』에 나타난 性과 그 의미〉, 《국어문학》 40.
- 서정범 (2019).  박재양, 편집. 《우리말의 뿌리》 개정증보판. 경기: 보고사. ISBN 9791155169155.
- 정병설(2010), 《조선의 음담패설》.
- 최남선 (1929). “朝鮮語男女根名稱語原考”. 《怪奇》. 2호 (東明社). 88-97쪽. 2021년 2월 7일에 확인함.